# Ocyptamus dryope
Ocyptamus dryope är en tvåvingeart som först beskrevs av Hull 1958.  Ocyptamus dryope ingår i släktet Ocyptamus och familjen blomflugor. Inga underarter finns listade i Catalogue of Life.